# Вернер фон Бломберг
Вернер Едуард Фриц фон Бломберг (на немски: Werner Eduard Fritz von Blomberg) (2 септември 1878 – † 14 март 1946) е немски фелдмаршал, имперски министър на отбраната (1933 – 1938) и един от лидерите на немския Вермахт (до януари 1938 г.).

## Биография

### Произход, образование и постъпване в армията
Вернер фон Бломберг е роден на 2 септември 1878 г. в Старгард, Померания. Той е най-голямото момче от брака на подполковник Емил фон Бломберг и жена му Ема. Братята му загиват като офицери в Първата световна война. През 1894 г. Бломберг постъпва като кадет във военната школа в Грос-Лихтерфелд. Завършва я след 3 години. На 13 март 1897 г. получава чин лейтенант и е назначен в 73-ти пехотен полк. Следващите 7 години от живота си прекарва в пехотата. На 4 април 1904 г. се оженва за Шарлот Хелмих, която през следващите двадесет години му ражда две момчета и три дъщери.
В мирно време издигането в кайзеровата армия става много бавно и Бломберг е произведен в чин оберлейтенант едва на 18 май 1907 г. Във военната академия постъпва през 1904 г. След като се дипломира през 1907 г. постъпва в генералния щаб.

### Първа световна война (1914 – 1918)
След началото на Първата световна война Бломберг е зачислен към 19-а резервна дивизия в качеството на офицер от генералния щаб. В службата си на Западния фронт се отличава при планирането и организирането на някои операции, за което е награден с орден „Pour le Mérite“ (отличие „За заслуги“). След това продължава службата си пак като офицер от щаба в 18-и резервен корпус (1916 – 1917) и 7-а армия (1917 – 1919). По време на войната получава рана от стрелбата на френската артилерия, когато напуска блиндажа по-рано от необходимото. През 1916 г. получава званието майор и военната му кариера е обезпечена, въпреки капитулацията на Германия през ноември 1918 г.

### Между двете световни войни
През 1920 г. е назначен за началник-щаб на бригада разположена в Дьобериц, а през 1921 г. става началник-щаб на военния окръг около Щутгарт. През 1925 г. е назначен от генерал Ханс фон Зект за началник на боевата подготовка на армията. През 1927 г. Бломберг е повишен до генерал-майор и началник на отдел военни кадри. През 1929 г. след спор с влиятелния генерал Курт фон Шлайхер е премахнат от поста и е назначен за военен командир на Източна Прусия.
С 1933 г. е назначен за имперски министър на отбраната в правителството на Адолф Хитлер. Става един от най-големите му последователи, и по тази причина получава прякора гумения лъв от други военни, които не споделят ентусиазма му по Хитлер. Като министър на отбраната работи в посока разширяване и подсилване на армията. През 1933 г. е повишен в генерал-полковник а през 1934 г. окуражава Хитлер да пречупи СА, лидерът ѝ Ернст Рьом и техните последователи, тъй като счита че те представляват сериозна опасност за армията. Одобрява и участва в нощта на дългите ножове.
През същата година, след смъртта на президента Паул фон Хинденбург, лично нарежда на всички войници от армията да се закълнат във вярност не към народа и отечеството (на немски: Volk and Fatherland), а към новия президент и фюрер Адолф Хитлер, което се оказва съдбоносно решение ако се съди по ограниченото противопоставяне срещу Хитлер (заговор от 20 юли и др.)

#### Флагове на имперското министерство на отбраната
- Флаг на министъра на отбраната (14 март 1933 – 23 юли 1935 г.)
- Флаг на военния министър и главнокомандващия на Вермахта (23 юли 1935 – 5 октомври 1935 г.)
- Флаг на военния министър и главнокомандващия на германските войски (5 октомври 1935 – 4 февруари 1938 г.)

През 1935 г. министерството на отбраната е преименувано в министерство на войната, Бломберг става министър на войната и главнокомандващ на армията. През 1936 г. става първият фелдмаршал назначен от Хитлер.
Позицията, която заема, на най-влиятелен човек в армията го отчуждава от Херман Гьоринг и Хайнрих Химлер, които кроят планове да го изместят. След меморандума Хосбах от събрание проведено през ноември 1937 г., Хитлер е недоволен от него. През януари 1938 г. Бломберг вече 60-годишен се жени за Ерна Грун (наричана понякога Ева или Маргарете), 26-годишна машинописка. Полицейски офицер открива, че Грун е бивша проститутка с криминално досие и докладва в Гестапо и на Гьоринг, който преди това е кум на сватбата. Гьоринг уведомява Хитлер, който също е бил кум на сватбата, и вторият нарежда на Бломберг да анулира брака, за да предотврати скандала и запази целостта на армията. Бломберг отказва и подава оставка от всички постове на 27 януари 1938 г., когато Гьоринг го заплашва да даде публичност на миналото на жена му.
Няколко дни по-късно Гьоринг и Химлер обвиняват главнокомандващия Вернер фон Фрич, че е хомосексуалист. Хитлер използва това, за да извърши преустройство на Вермахта. По-късно Фрич е оправдан, а събитията стават известни като афера Бломберг-Фрич.

### Втора световна война (1939 – 1945)
Когато войната избухва през 1939 г. Бломберг пише писмо до Хитлер с молба да бъде назначен отново на действителна служба. Бломберг намеква, че е готов дори да поеме пост, който не съответства на високия му ранг. За Фюрера е добре известно, че висшия генералитет не храни добри чувства към бившия райхсминистър, и по косвен път му казва, че не може да го назначи на служба, ако не се разведе. Бломберг избира Грун пред армията.
Синовете на Бломберг – Алекс и Хенинг – загиват във войната. Военните се държат на дистанция от него дори на процеса в Нюрнберг. Там Бломберг заявява:
| „                   | До 1938 – 1939 г. немските генерали не са в опозиция на Хитлер. За това няма никакви причини, защото той постига резултати, които те сами желаят. | “ |
| Вернер фон Бломберг | |   |

Бломберг умира от рак на 14 март 1946 г. в Нюрнберг, където е под американска стража. Погребан е без церемонии в безименен гроб. По-късно останките му са кремирани и погребани близо до Бад Висзе. От него остават мемоари, които обаче никое издателство не се наема да публикува, защото са без историческа стойност.